# Silvio Santiago García
Silvio Santiago García (Vilardevós, 18 de octubre de 1903 - Santiago de Compostela, 12 de septiembre de 1974) fue un escritor gallego.

## Trayectoria
Participó en la fundación del Partido Sindicalista de La Coruña en 1934 y colaboró en Trabajo. Cuando llegó la  guerra civil española de 1936, en el transcurso de la cual fue asesinado su hermano Jacinto, huyó a Portugal (1937) y de allí pasó a Cuba y posteriormente a Venezuela, donde residió gran parte de su vida.
Allí creó el Centro Gallego de Caracas y dirigió Casa Galicia, el Hogar Gallego, un programa de radio (Hora de Galicia) y varias revistas, como Galicia, en las que trató de mostrar su ideal de comunión gallego-venezolana. Sería también en esta revista donde iniciaría su corta carrera literaria en 1952. Fue uno de los impulsores del volumen Homenaje da Galicia Universal, dedicado a Ramón Otero Pedrayo.
Cuando estaba a punto de cumplir los sesenta, en 1961, se reveló como escritor con la publicación de Vilardevós, libro que se convirtió inmediatamente en un clásico de la narrativa gallega. Regresó a vivir a La Coruña a principios de los años 60, pasando temporadas en su ciudad natal desde entonces hasta su fallecimiento, ocurrido en Santiago de Compostela en septiembre de 1974.

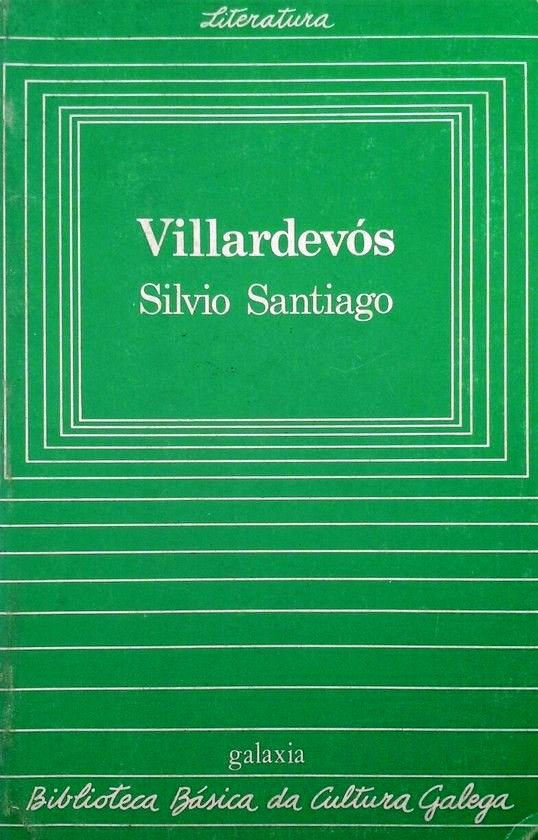
Vilardevós en la BBdCG.

## Obras
- Villardevós (1961, Galaxia, con prólogo de R. Otero Pedrayo). Publicado a su regreso a Galicia. Novela autobiográfica de su juventud, una auténtica galería de personajes y anécdotas que conforma un profundo retrato del pueblo que le da título.
- O silencio redimido (1976, Galaxia, publicado póstumamente). Durante mucho tiempo, la censura franquista impidió su publicación, por lo que no vería la luz hasta dos años después de la muerte de su autor. Inspirada en los avatares de la vida del propio Silvio Santiago, narra hechos relacionados con la guerra civil. Hay páginas de gran lirismo en esta novela, como el episodio del ruiseñor que hace eco de las horas angustiosas del fugitivo en una gestal portuguesa. Son especialmente trágicos los hechos acaecidos en la prisión de Valmaior (Verín), narrados con un dramatismo aterrador, en los que aparece la siniestra figura de un asesino que, con su insolencia y desprecio por la dignidad humana, se convierte en símbolo de la barbarie y el horror. de esos años. El libro ganó el Premio de la Crítica en 1977.
- Noticia anterior.
- Reencontro co lector postreiro.